# 세르비아 크라이나 공화국
세르비아 크라이나 공화국(세르보크로아트어: Република Српска Крајина / Republika Srpska Krajina 레푸블리카 스르프스카 크라이나[*], 발음 [rɛpǔblika sr̩̂pskaː krâjina], 약칭 RSK) 또는 주령서 세르비아 크라이나(세르보크로아트어: Српска Крајина / Srpska Krajina)는 유고슬라비아 사회주의 연방공화국에서 독립한 크로아티아에서 분리독립을 선언한 국가로 크로아티아 독립 전쟁(1991년~1995년) 기간 존속한 세르브계 크로아티아인의 준국가이다. 국제사회에서는 어떤 국가에게도 인정받지 못했다. 크라이나라는 단어는 19세기 후반까지 합스부르크 군주국(오스트리아-헝가리)에서 세르브인이 다수 거주했던 역사적인 행정구역인 군정국경지대에서 온 말이다. 세르비아 크라이나 정부는 크로아티아로부터 세르브인 민족의 독립을 달성하고 유고슬라비아 사회주의 연방공화국 및 보스니아 헤르체고비나에서 분리독립한 스릅스카 공화국과의 통일을 목표로 전쟁을 벌였다.
크라이나 정부는 크로아티아 영토의 중앙 부분 상당수를 통제했으나 외곽 지역 통제는 군사 작전의 성패에 따라 많이 달라졌다. 법적으로는 세르비아 크라이나 공화국의 영토에 유엔 보호군(UNPROFOR)이 진주해 보호했다.
1995년 세르비아 크라이나 공화국은 크로아티아군의 대공세인 플래시 작전과 폭풍 작전에 따라 영토 대부분을 상실하면서 사실상 해체되었고, 동슬라보니아 지역의 잔존국은 1995년 맺어진 에르두트 협정에 따라 1998년까지 유엔 동슬라보니아 바라냐 서시르미움 과도행정기구(UNTAES)라는 이름의 과도기구로 유엔이 임시로 통치했으며 이후 크로아티아로 평화롭게 통일되며 사라졌다.

## 배경

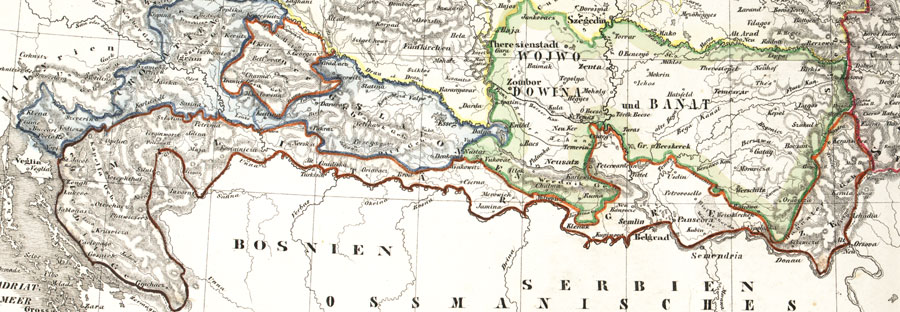
원래의 크라이나 명칭인 군정국경지대의 지도 모습

크라이나(Krajina, '국경'이란 뜻)라는 단어는 합스부르크 군주국이 오스만 제국의 확장에 맞서 방어하기 위해 1553년에서 1578년 사이 크로아티아와 슬라보니아의 일부 왕관령에 세워진 개척지대인 군정국경지대에서 유래했다. 이 지역의 인구는 주로 오스만 제국(오스만령 보스니아 헤르체고비나와 오스만령 세르비아)의 인근 지역에서 이주한 세르브인, 크로아트인, 블라흐인으로 이들은 오스만 제국과의 싸움에서 필요한 주둔군 외에도 일반 인구를 늘리고 보충하는 데도 도움을 주었다. 오스트리아는 빈에 있는 군사령부에서 국경지대롤 통제했으며 전쟁으로 황폐화된 지역에 정착민 이주를 장려하기 위해 몇 가지 특별한 권리를 부여했으나 이곳을 왕관령으로 만들진 않았다. 군정 폐지는 1869년에서 1871년 사이에 이루어졌다. 1867년 5월 11일, 세르브인을 크로아티아의 일원으로 끌어들이기 위해 사보르는 "삼위왕국은 그 안에 거주하는 세르브인을 크로아티아 국가와 동일하고 동등한 민족으로 인정한다"고 선포했다. 그 후 국경지대는 1881년 8월 1일 크로아티아의 부왕 라디슬라브 페야체비치가 자그레브 총사령부의 군정령을 인수하면서 합스부르크령 크로아트-슬라본 왕국으로 흡수되었다.
1918년 제1차 세계 대전이 끝난 후 이전의 군정국경지대였던 곳은 대부분이 오래된 크로아티아-슬라보니아와 함께 유고슬라비아 왕국의 사바 바노비나 행정구역으로 편입되었다. 양차 대전 사이 크로아티아와 슬라보니아 크라이나의 세르브인은 보산스카크라이나나 세르비아의 기타 지역 세르브인과 함께 스베토자르 프리비체비치가 이끄는 독립민주당이라는 유명한 주목할 만한 정당을 세웠다. 새로 수립된 유고슬라비아에서는 서로 다른 정치적 비전 때문에 크로아트계와 세르브계 사이에 많은 긴장이 존재했으며 크로아트인 지도자였던 스체판 라디치가 의회에서 암살당하고 세르브계가 보안국 조직을 장악하며 탄압하면서 크로아트인의 자치 운동이 절정에 달했다.
1939년에서 1941년 사이에는 초기 유고슬라비아에서 크로아트인과 세르브인 사이의 정치적, 사회적 적대감을 해소하기 위해 구 국경지대 외에도 보스니아와 헤르체고비나 지역까지 합쳐진 크로아트인의 자치 왕국인 크로아티아 바노비나 자치령이 세워졌다. 하지만 1941년 추축국이 유고슬라비아를 침공했고 이 여파로 오늘날의 보스니아 헤르체고비나 전체와 세르비아의 동시르미아 지역을 포함한 크로아티아 전역에 크로아티아 독립국이 세워졌다. 독일은 (1934년 유고슬라비아의 알렉산다르 1세 국왕을 암살했다는 혐의를 받은) 우스타샤를 크로아티아 독립국의 새 통치자로 임명했고 우스타샤 정부는 곧바로 세르브인, 유대인, 반정부 크로아트인을 향한 대량학살 정책을 펼쳐 30만명 이상이 사망했다. 이 기간 크로아트인 각각은 집권중인 정부나 공산주의 반파시즘 유고슬라비아 파르티잔을 중심으로 뭉쳤다. 크닌 지역의 세르브인은 주로 체트니크에 합류했으며 바노비나나 슬로바니아 지역 세르브인은 주로 파르티잔에 합류했다. 여기서 세르브인의 체트니크는 리카와 달마티아고원 북부를 중심으로 크로아트인을 향해 여러 학살과 잔학 행위를 벌였다.
1945년 제2차 세계 대전이 끝나고 공산당이 지배하는 파르티잔이 득세하면서 크라이나 지역은 크로아티아 인민공화국 지역이 되었으며 이후 1963년 4월 7일 연방공화국이 개편되면서 크로아티아 사회주의 공화국(SR 크로아티아)으로 명칭이 바뀌었다. 요시프 브로즈 티토는 크로아티아의 봄과 같은 다른 운동과 함께 자치를 주장하는 정치조직을 전부 탄압했으나, 1965년과 1974년 개정 유고슬라비아 헌법에서는 SR 크로아티아의 세르브인을 포함한 소수민족에게 많은 권리를 부여했다.
1991년 크로아티아의 독립 선언과 함께 등장한 세르비아의 "크라이나"는 세 가지 종류의 영토를 포함하게 된다.
- 세르브인이 대다수 거주하고 있는 역사적인 군정국경지대의 대부분 지역
- 북달마티아 일부와 같이 국경지대는 아니였으나 자칭 독립국가의 수도인 크닌을 포함한 세르브계 인구가 다수 또는 절대다수를 차지하는 지역
- 세르비아와 국경을 접하나 세르브인이 상당히 소수를 차지하는 지역(버러녀 및 부코바르 지역)

역사적인 군정국경지대는 대부분 세르비아 크라이나 공화국 외곽 지역이며 대부분 크로아트계 다수 지역으로 여기에는 슬라보니아 중부와 동남부를 포함한 벨로바르를 중심으로 한 지역과 리카 지역도 포함된다.

## 역사

### 공화국 수립

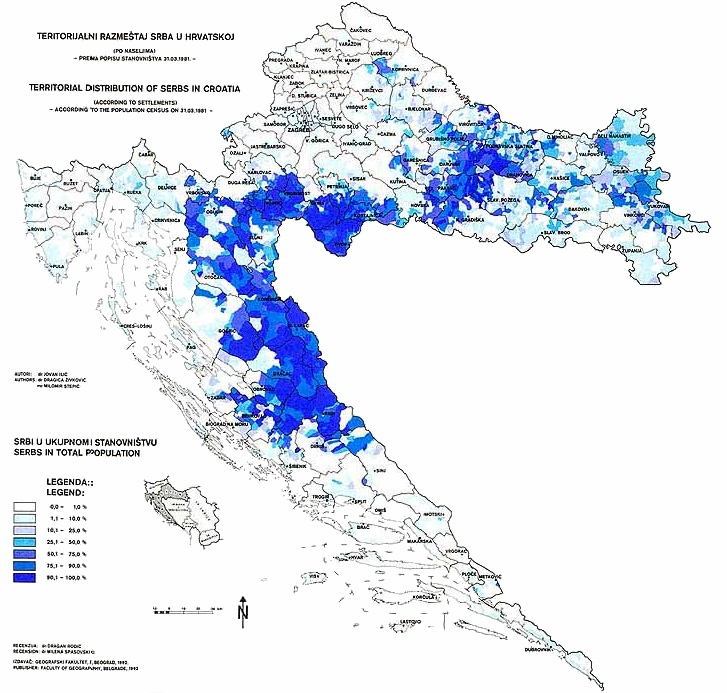
1981년 인구조사 기준 크로아티아 내 세르브인 거주 구역을 그린 지도

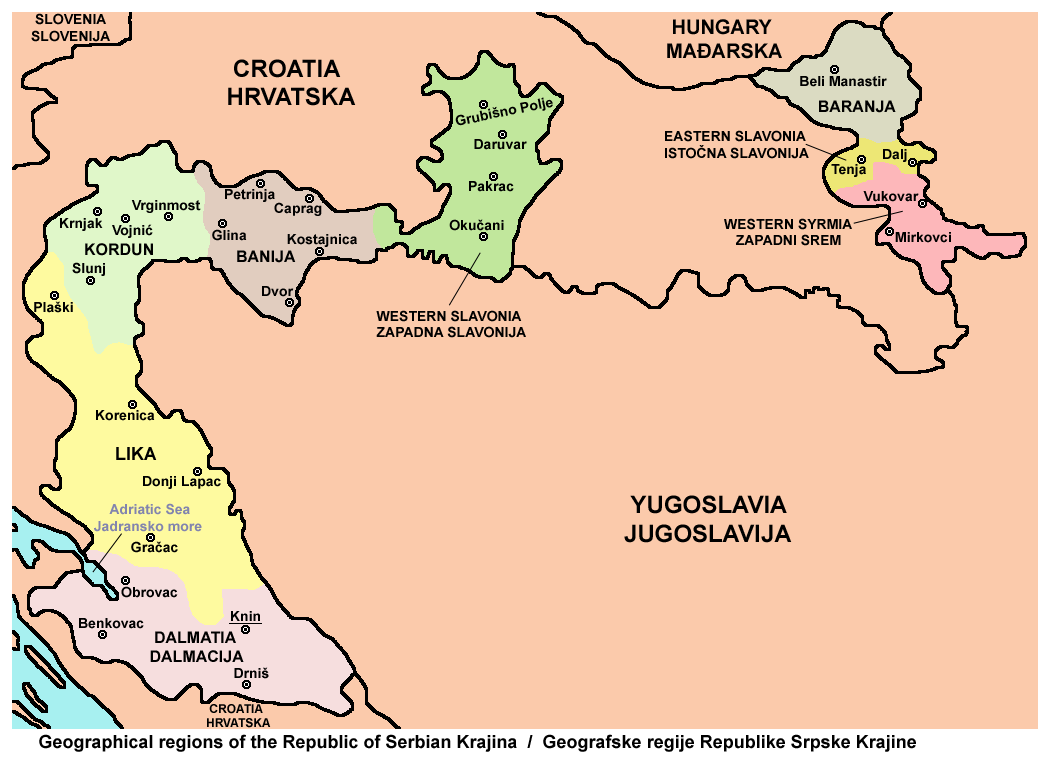
세르비아 크라이나 공화국의 주요 도시와 마을이 포함된 행정 구역 지도

크로아티아 내 세르브계 인구 밀집 지역은 1980년대 후반 슬로보단 밀로셰비치가 이끄는 세르비아 민족주의운동의 주요 관심 지역으로 떠올랐다. 1986년 9월 세르비아와 세르브인의 지위에 대한 세르비아 과학 예술 아카데미 각서 비망록이 세르비아 신문에 일부 유출되었다. 이 비망록에서는 코소보의 상황이 대량학살이라고 주장하고 유고슬라비아 연방에 대해 일련의 불만을 나열하고 크로아티아 정부의 세르브인 차별 문제에 대해 불평했다. "크로아티아 내 세르브인이 지금처럼 위협을 받은 시절은 크로아티아 독립국 시기정도 밖에 없다"는 주장도 내세웠다. 밀로셰비치 충성파가 반관료제적 혁명을 일으켜 보이보디나와 몬테네그로 정부가 붕괴되고 1989년에는 코소보와 보이보디나의 자치주 지위가 폐지되면서 긴장이 더욱 고조되었고 밀로셰비치는 유고슬라비아의 대통령직 8표 중 4표를 얻으며 대통령직 내 모든 결정을 막을 수 있는 힘을 가지게 되었다. 또한 1989년에는 크로아티아에서 세르비아의 압력으로 세브르계 민족주의자 집회가 여러 차례 열렸다. 1989년 7월 8일에는 크닌에서 대규모 민족주의 집회가 열렸는데 이 집회에서 유고 인민군의 크로아티아 개입을 위협하는 현수막과 체트니크의 상징물이 전시되어 크로아티아 국민들은 이에 놀랐다. 1990년 선거에서 친독립파의 승리로 크로아티아 내 소수민족인 세르브계가 밀로셰비치의 지지를 받고 있었기 때문에 상황이 더욱 긴장되었다. 당시 세르브인은 크로아티아 인구의 약 12.2%(581,663명)을 차지했다.
1990년 4월 크로아티아의 대통령으로 선출된 프라뇨 투지만이 독립 크로아티아의 건설을 향해 노골적으로 나아가자 세르브인은 프라뇨의 투지만에 대해 점점 더 반대했다. 1990년 5월 30일 요반 라슈코비치의 세르브인 민주당(SDS)은 크로아티아 의회와의 모든 관계를 단절했다. 이듬해 6월 크닌에서 세르브인 민주당이 주도하는 세르브계가 북달마티아와 리카 지방의 자치단체 연합의 설립을 선포했다. 1990년 8월에는 세르브계가 크로아티아로부터의 분리독립을 표출하기 위해 남부 전역의 도로에 통나무 바리케이드를 쌓는 통나무 혁명을 시작했다. 이 때문에 달마티아 해안 지역과 나머지 지역이 분리되어 크로아티아가 사실상 둘로 분열되었다. 1990년 12월 제헌된 크로아티아의 헌법에서는 세르브인이 "구성원"에서 이탈리아인, 헝가리인과 같은 "국가 내 소수민족"으로 격하되었다. 나중에 일부에서는 크로아티아가 여전히 유고슬라비아 사회주의 연방공화국의 법적 통치 아래 있었으므로 크로아티아 신헌법이 1974년 유고슬라비아 헌법과 모순된다고 주장해 세르브인의 독립국을 정당화했으나 이는 크로아티아 헌법보다 3개월 전에 먼저 공표된 세르비아 헌법에서도 1974년 연방 헌법에 위배되는 여러 조항이 포함되어 있다는 사실을 무시한 주장이었다.
크로아티아 내 세르브인은 1990년 7월 크로아티아 독립에 대한 반대를 조율하기 위해 세르비아 민족위원회를 수립했다. 이들은 크로아티아가 유고슬라비아에서 분리독립 할 수 있다면 세르브인도 크로아티아에서 분리독립을 할 수 있다는 입장이었다. 크닌 남부의 치과의사인 밀란 바비치가 위원회 의장으로 선출되었다. 2004년 ICTY 재판에서 바비치는 "[1990년~1992년] 당시, 특히 자신의 정치 입문 당시 크로아티아에서 세르브인에게 자행된 크로아트인의 대량학살에 대한 위협이 임박했다고 반복적으로 언급하는 세르비아의 선전에 강한 영향을 받고 오도되어 크로아트인에 대한 증오와 적대심을 부추기는 분위기가 조성되었다"고 말했다. 세르브계 크로아티아인 반군은 크닌의 경찰서장인 밀란 마르티치의 지휘 아래 여러 준군사조직 민병대를 조직했다.
1990년 8월 크라이나에서 크로아티아 내 세르브인의 "주권과 자치" 문제에 대한 주민투표가 열렸다. 이 결의안 투표는 세르브인에게만 국한되었으며 99.7%라는 압도적인 찬성으로 통과되었다. 이후 크로아티아 정부는 세르브계가 크로아티아의 법적 영토 내에서 이탈할 헌법적 근거가 없으며, 하나의 민족으로 제한할 권리도 없다고 밝히며 이 결의안은 불법이자 무효라고 선언했다.
바비치 행정부는 1990년 12월 21일 크라이나 세르브인 자치주(SAO 크라이나)의 수립을 선언했다. 1991년 3월 16일에는 크라이나에서 "SAO 크라이나가 세르비아 공화국에 합류해 세르비아, 몬테네그로 및 유고슬라비아를 보존하고자 하는 타 국가와 함께 유고슬라비아 잔류에 대해 찬성하십니까?"라는 질문의 주민투표가 열렸다. 99.8%의 찬성으로 주민투표가 통과되었고 크라이나 의회는 "SAO 크라이나의 영토는 세르비아 공화국의 통일된 국가 영토의 한 구성체"라고 선언했다. 1991년 4월 1일 크라이나는 크로아티아로부터 분리독립을 선포했다. 크로아티아 동부의 기타 세르브계 다수 거주 지역도 SAO 크라이나에 합류했으며 자그레브 정부에 대한 세금 납부를 중단하고 자체 통화 체계, 군사 연대, 우편 서비스를 시작했다.
1991년 5월 19일 크로아티아의 독립에 대한 국민투표가 열려 투표를 제외한 수많은 세르브인을 제외한 유권자들은 다른 유고슬라비아 국가와의 국가연합 대신 독립을 선택해 83%의 투표율로 93%의 압도적인 찬성으로 통과되었다. 1991년 6월 25일 슬로베니아와 크로아티아가 동시에 유고슬라비아로부터 독립을 선포했다. 유고슬라비아 인민군이 짧게 발생한 슬로베니아 전쟁에서 슬로베니아의 독립 저지에 실패한 한편, 반란을 일으킨 세르브계 크로아티아인과 크로아티아 보안군 사이에서도 바로 충돌이 발생해 양 측에서 수십 명이 사망했다. 세르브인은 세르비아와 몬테네그로 출신으로만 구성된 유고슬라비아 인민군 잔존 세력의 지원을 받아 무기를 받았다. 많은 크로아트인이 공포에 고향을 떠나거나 세르브계 반군에게 쫓겨 강제로 고향에서 쫓겨났다. 유럽 연합과 유엔은 휴전과 평화 정착을 논의했으나 실패했다.

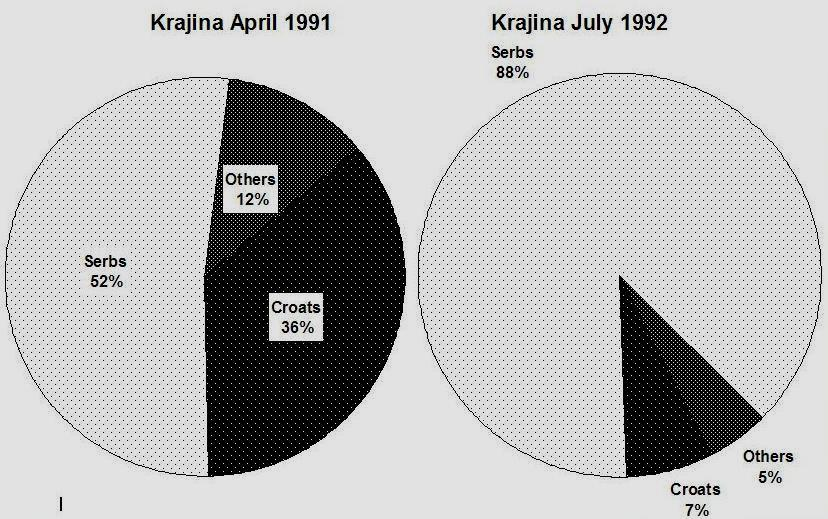
1991년 4월에서 1992년 7월 사이 크라이나 지역의 민족 분포 변화 도표. 세르브인의 비율은 전체 인구의 53.2%에서 88%로 급증했다.

1991년 8월경 ICTY의 주장에 따르면 세르브계 크로아티아인 지도자들이 "크로아티아 공화국 영토의 약 1/3에서 대다수의 크로아트인 및 기타 비세르브계 주민을 강제로 제거하여 새로운 세르브인이 지배하는 국가 영토로 만들러는" "공동범죄집단" 계획을 세웠다. 이후 밀란 바비치가 전범 재판에서 한 증언에 따르면 1991년 여름 (밀로셰비치의 지휘 아래 있는) 세르비아 비밀경찰이 "국가안보국과 크라이나 경찰, 세르비아 국가안보국의 지휘를 받는 부대의 병렬적 지휘구조"체계를 수립했다. 세르비아 비밀경찰이 후원한 부차크의 늑대나 흰 독수리와 같은 준군사조직도 이 지휘체계의 핵심 구성 요소였다.
1991년 8월 들어 전면전으로 확대되었다. 이후 몇 달간 크로아티아의 1/3에 해당하는 넓은 영토가 세르브계 반군이 장악했다. 크로아트인은 여러 살해 사태가 나는 가운데 도망치거나 쫓겨나면서 큰 고통으로 이어졌고 인종 청소로 이어졌다. 대부분의 전투는 1991년 8월에서 12월 사이에 일어나 약 8만명의 크로아트인이 추방되었고 이 중 일부는 사망했다. 그 외에 더 많은 사람들이 슬라보니아 동부에서 전투로 사망하거나 난민이 되었다(크로아티아-세르비아 국경을 따른 지역의 영토는 당시 SAO 크라이나의 영토가 아니었으며 이 분쟁의 주요당사자는 유고슬라비아 인민군이었다). 추방된 크로아트인 및 기타 비세르브인의 총 수는 17만명(ICTY 추정)에서 최대 25만명(휴먼 라이츠 워치 추정)으로 추산된다.
1991년 하반기 크로아티아는 군대를 조직하기 시작했고 주요 방어 세력이었던 지역경찰은 반란을 일으킨 세르브계 크로아트인을 지원하는 유고슬라비아 인민군에게 제압당했다. 세르비아 크라이나 공화국은 내륙에 있었지만 곧 크로아티아 영토 깊숙히로 진격하기 시작했다. 또한 크로아티아의 해안 마을인 자다르에 포격을 가해 인근 주민 80명을 살해하고 해안-91 작전에서 크로아티아 북부와 남부를 잇는 마슬레니차 다리를 손상시켰다. 또한 시베니크 전투에서 유고슬라비아 인민군은 시베니크까지 진격을 시도했으나 방어군이 공격을 성공적으로 격퇴했다. 도시 중앙 극장도 유고 인민군의 포격을 받았다. 부코바르 시가지는 유고 인민군의 공격으로 완벽하게 황폐화되었다. 수 개월간 유고 인민군의 공격을 막아내던 부코바르 시가지가 함락되면서 부코바르 전투가 끝났다. 부코바르 방어군과 민간인 2천명이 사망하고 800명이 실종되었으며 22,000명이 강제 추방되었다. 부상자들은 부코바르 병원에서 인근 오브차라로 이송되어 처형당했다.

### 공식 국가 선포
1991년 12월 19일 SAO 크라이나가 "세르비아 크라이나 공화국"으로 정식 선포되었다. 같은 날 세르비아 크라이나 헌법도 발효되었다. 1992년 2월 26일 SAO 서슬라보니아와 SAO 동슬라보니아 바라냐 서시르미아가 세르비아 크라이나 공화국에 합류했다. 1992년 3월 19일에는 세르비아 크라이나 공화국군(SVK)이 공식적으로 창설되었다. 세르비아 크라이나 공화국은 최대 17,028 km2의 면적을 차지했다.

### 1992년 휴전

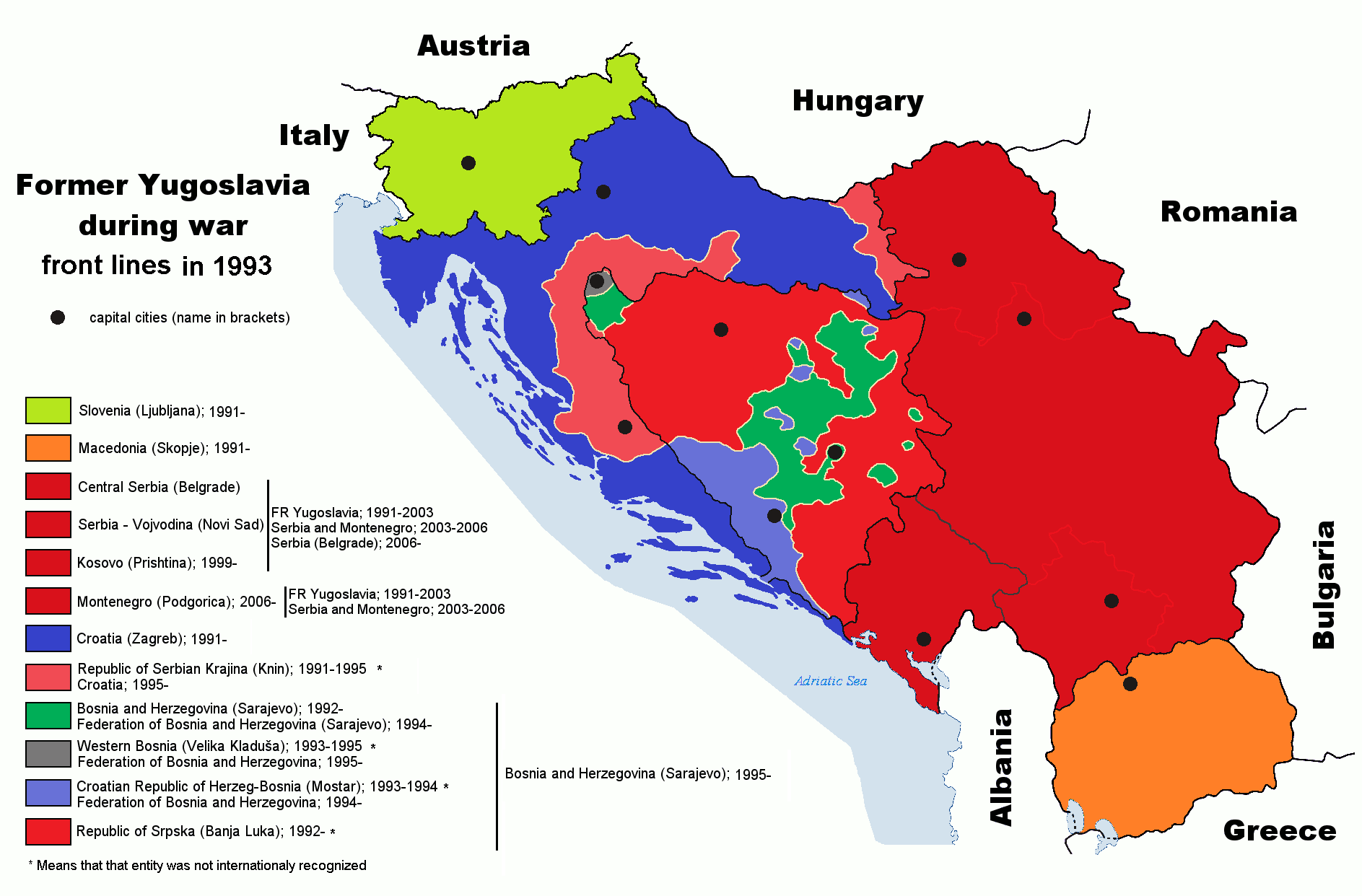
1993년 기준 유고슬라비아 전쟁의 전황도

1991년 11월에 서명한 밴스 계획에 따라 투지만과 밀로셰비치 대통령은 사이러스 밴스 전 유엔 사무총장 특사가 세운 유엔 평화 계획에 동의했다. 1992년 1월 양측 대표가 최종 정전 협정인 사라예보 협정에 서명하며 밴스 계획 실행을 위한 길을 열었다. 세르비아 크라이나 공화국이 주장한 크로아티아 영토 4곳에 유엔보호구역이 설정되었고 크로아티아 내 유고 인민군이 전부 철수하며 난민들을 유엔보호구역 내 고향으로 돌려보내야 한다고 명시했다.
유고 인민군은 1992년 5월 크로아티아에서 공식적으로 철수했지만 대부분의 무기와 병력은 세르비아계가 점령한 지역에 남아 세르비아 크라이나 공화국의 군사에 넘겨졌다. 난민들은 집으로 돌아갈 수 없었고 세르비아 크라이나 공화국에 남은 크로아트인과 기타 국적자들은 다음 달 들어 추방되거나 살해당했다. 1992년 2월 21일 초기 1년간 유엔보호구역의 안보를 책임지기 위한 유엔보호군(UNPROFOR)의 수립이 유엔 안전 보장 이사회에서 허가되었다.
밴스 계획에 따른 휴전은 이후 3년간 사실상 전선을 동결시켰다. 크로아티아와 세르비아 크라이나 공화국은 사실상 서로 대치했다. 하지만 세르비아 크라이나 공화국은 다른 어떤 국가나 국제기구로부터 법적으로 국가승인을 받지 못했다. 그럼에도 러시아와 같은 세르비아의 동맹국이 사실상 세르비아 크라이나 공화국을 지지했다.

### 휴전 이후
유엔보호군은 정전 협정 유지를 위해 세르비아 크라이나 공화국 전역에 병력을 배치했지만 실제로는 경무장과 제한된 교전수칙 때문에 사실상 감시부대에 불과했다. 이 부대로는 난민을 귀환을 완전히 보장할 수 없다고 판명되었다. 실제로 반군인 세르브계 크로아티아 정부는 마을의 문화 및 종교 기념물을 파괴해 크라이나에 거주했던 크로아트인의 존재를 지워버리는 등 이들이 '절대로' 돌아오지 못하도록 계속 움직였다. 나중에 밀란 바비치는 이 정책이 베오그라드에서 파견된 세르비아 비밀경찰, 그리고 궁극적으로는 밀로셰비치의 명령으로 추진되었다고 증언했으며 밀로셰비치가 크라이나의 모든 행정기관과 군대를 통솔했다고 말했다. 이를 통해 유고슬라비아군이 "평화유지군"으로 활동한다고 주장했음에도 불구하고 반란을 일으킨 세르브계의 편을 들었다고 보는 시각이 있다. 하지만 밀로셰비치는 바비치가 "두려움" 때문에 지어낸 이야기라며 이를 부인했다.
세르비아 크라이나군은 종종 중포로 이웃한 당시 보스니아 헤르체고비나 공화국의 영토였던 비하치 포위망을 공격했다.

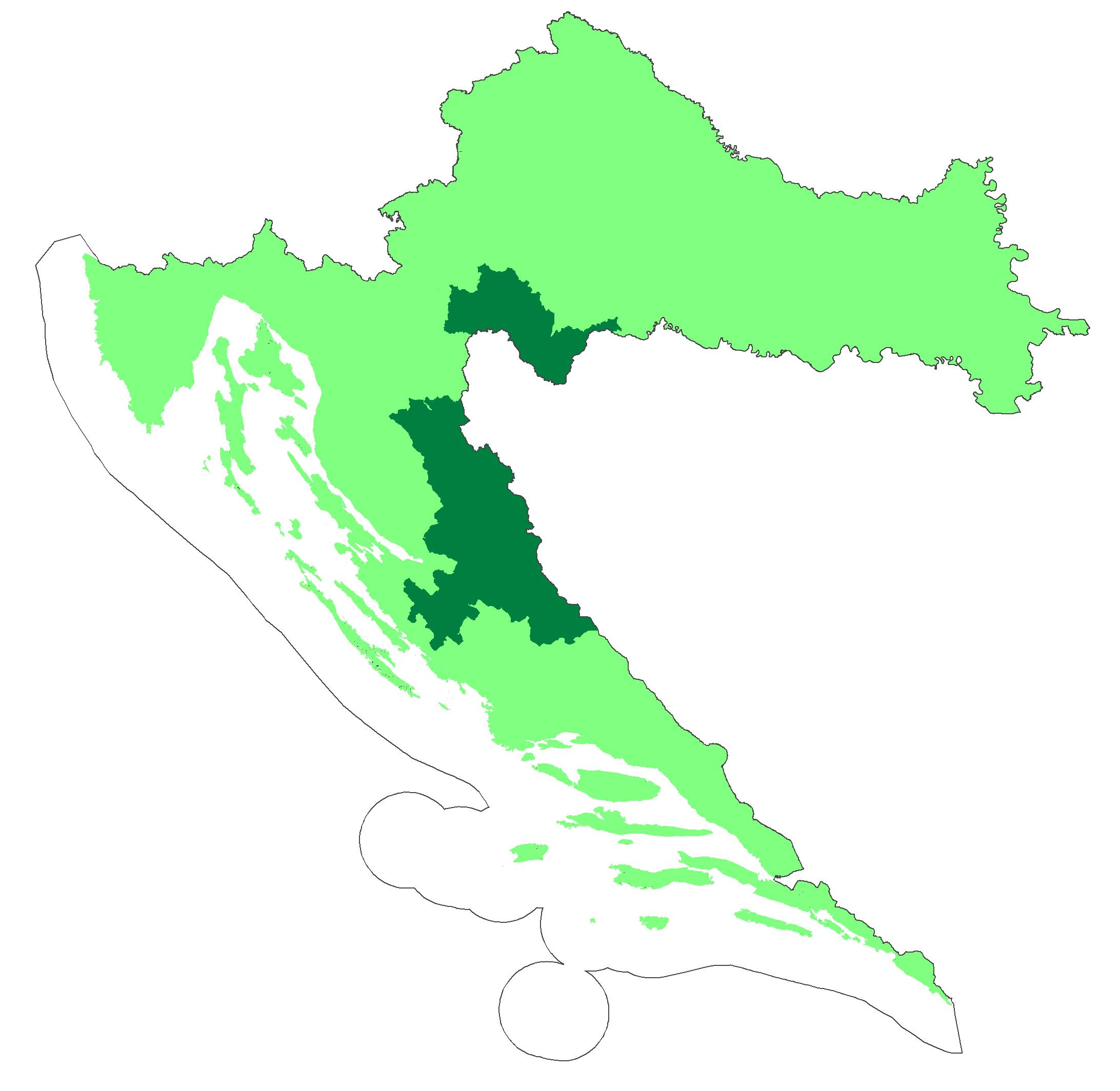
크로아티아에서 제안한 두 세르브인 자치구의 영역을 진한 녹색으로 칠한 지도

1992년 12월 30일 크로아티아에 새로운 크로아티아의 주가 만들어지면서 크로아티아 정부는 크라이나 지역에도 세르브인 민족을 위한 2곳의 자치구(코타르, kotar)도 따로 설정했다.
- 글리나 자치구(크로아티아어: Autonomni kotar Glina, 세르보크로아트어: Аутономни котар Глина)
  - 글리나 자치구의 명목상 지방 자치 단체는 글리나, 그보즈드, 흐르바트스카코스타이니차, 드보르, 보이니치이다.[37]
- 크닌 자치구(크로아티아어: Autonomni kotar Knin, 세르보크로아트어: Аутономни котар Книн)

하지만 세르브인은 원하는 정도의 자치권도 아니며 너무 뒤늦게야 한 조치라고 생각해 이 때쯤이면 사실상의 독립을 선언했다.
자치구 구역 전체가 자칭 세르비아 크라이나 공화국 내에 있었기 때문에 실제로 기능을 한 적은 없다. 글리나 자치구의 존재는 Z-4 계획의 초안에도 이어졌으나 이 계획은 시행되지 않았다. 스톰 작전 이후 자치구를 허용하는 법의 적용이 일시적으로 중단되었다. 2000년 들어 자치구에 관한 법률이 공식적으로 폐지되었다.

### 쇠퇴

1992년 세르비아 크라이나 공화국의 대통령이 된 고란 하지치

밴스 계획의 부분적인 이행은 세르비아 크라이나 공화국의 주요 후원자이자 연료, 무기, 자금을 공급했던 세르비아 정부와 크라이나 공화국 사이 관계에 쐐기를 박았다. 밀란 바비치는 밴스 계획에 격렬히 반발했지만 크라이나 공화국 의회는 밴스 계획을 받아들었다.
1992년 2월 26일 바비치가 대통령직에서 해임되고 밀로셰비치 충성파인 고란 하지치가 대통령으로 올라갔다. 바비치는 이후에도 크라이나 공화국 정계에 계속 관여했지만 그 힘은 크게 줄어들었다.
크라이나 공화국의 입지는 이후 3년간 계속 축소되었다. 표면적으로는 크라이나 공화국이 군대, 의회, 대통령 행정부, 정부 각 부처, 독자 화폐와 우표 등 국가의 모든 것을 갖추고 있었다. 하지만 경제는 전적으로 유고슬라비아 본국의 지원에 의존했으며 이는 유고슬라비아에서 일어난 초인플레이션도 그대로 크라이나 공화국에 들어오는 영향을 받았다.
경제 상황이 곧 악화되었다. 1994년까지 크라이나 공화국 국민 43만명 중 36,000명 가량만 고용 상태였다. 전쟁으로 크로아티아 내 다른 지역과 단절되면서 크라이나 공화국 내 몇몇 산업은 아에 정지 상태가 되었다. 자체적으로 가진 천연자원이 없었기 때문에 필요한 대부분의 상품과 원료를 전부 수입해야 했다. 농업은 황폐화되어 생계를 겨우 유지하는 수준으로 내려갔다. 전문가들은 크라이나의 경제적 어려움을 피해 세르비아나 타국으로 이민갔다. 여기에 크라이나 공화국 정부가 심각하게 부패했고 암시장과 기타 범죄 행위가 판치는 곳이 되었다. 1990년대 중반 들어서는 평화 협정이나 유고슬라비아의 지원 없이는 크라이나 공화국이 경제적으로 독자 생존할 수 없음이 분명해졌다. 이는 특히 베오그라드에서 두드러졌는데 세르비아 본국에겐 크라이나가 밀로셰비치에게 원하지 않는 경제적, 정치적 짐이 되었다. 이런 악조건에 세르브계 반군은 분쟁을 해결하라는 본국 정부의 요구를 거부했다.
1992년 7월 세르비아 크라이나 공화국은 유고슬라비아 디나르와 병행해 사용하는 크라이나 디나르(HRKR)을 발행하기 시작했다. 그 후 1993년 10월 1일 처음 발행된 "10월 디나르"(HRKO)가 100만 기존 크라이나 디나르 대 1의 비율로 발행하기 시작했으며 1994년 1월 1일에는 "1994년 디나르"가 발행되어 10억 10월 디나르 대 1의 비율로 유통되었다. 크라이나 공화국의 화폐 약세는 세르비아 크라이나 공화국군에도 영향을 주었다. 1992년 평화 협정 이후 크로아티아는 미국 외주업체의 지원을 받아 무기를 수입하고 군대를 훈련하는데 필요한 막대한 비용을 지출했다. 반편 크라이나 공화국군은 병사들의 사기와 훈련, 장비가 제대로 갖춰지지 않은 채 꾸준이 약화되었다. 크로아티아의 약 600 km 길이 전선과 보스니아의 비하치 포위망 국경선 약 100 km를 담당할 병력은 약 55,000명에 불과했다. 이 중 16,000명이 동슬라보니아에 주둔했기 때문에 크라이나 공화국 주요 영토를 방어하는 병력은 39,000명에 불과했다. 전체적으로 완전 동원 가능한 병력은 약 3만명이었지만 훨씬 강한 크로아티아군과 부딪혔다. 또한 하지치와 바비치와의 정치적 분열은 때때로 지지자 간의 물리적, 때로는 군사적 충돌로 이어졌고 바비치는 벤코바츠에서 다른 사람들에게 폭행, 구타를 당하기도 했다.
1993년 1월 다시 활동을 시작한 크로아티아군은 크로아티아 남부 마슬레니차 주변 세르비아 진지를 공격해 노비그라드를 통해 바다로 향한 접근이 완전히 차단되었다.
1993년 중반 크라이나 공화국 정부는 공식적으로 세르비아 연합 공화국을 만들기 위한 준비를 시작했다.
1993년 9월 중순 크로아티아군은 세르비아계가 장악한 크로아티아 영토를 탈환하기 위한 두 번째 공세로 크라이나 남부에 있는 메다크 돌출부를 점령했다. 세르비아계 반군은 상당히 빠르게 지원군을 투입했지만 크로아티아군이 더 우세했다. 크로아티아의 공세는 프랑스 평화유지군 중대의 지원을 받은 프린세스 패트리샤 캐나다 경보병연대(PPCL) 2개 대대로 구성된 캐나다 평화유지군의 저지와 국제 외교적 압력으로 중단되었다. 하지치는 베오그라드에 지원 병력과 무기, 장비를 긴급히 요청했다. 이에 대응해 보이슬라브 셰셸이 지휘하는 약 4천명의 세르브계 준군사 흰 독수리와 젤코 라주나토비치가 지휘하는 세르비아 의용방위군이 도착해 크라이나 공화국을 지원했다.
1993년 12월 12일에 크라이나 공화국 총선이 열렸고, 1994년 1월 23일에는 2차 대통령 선거가 치러졌다. 마르티치는 1차 투표에서 바비치보다 54,000표 덜 받았지만 2차 투표에서 104,234표를 얻어 대통령에 당선되었다.

### 플래시 작전과 폭풍 작전

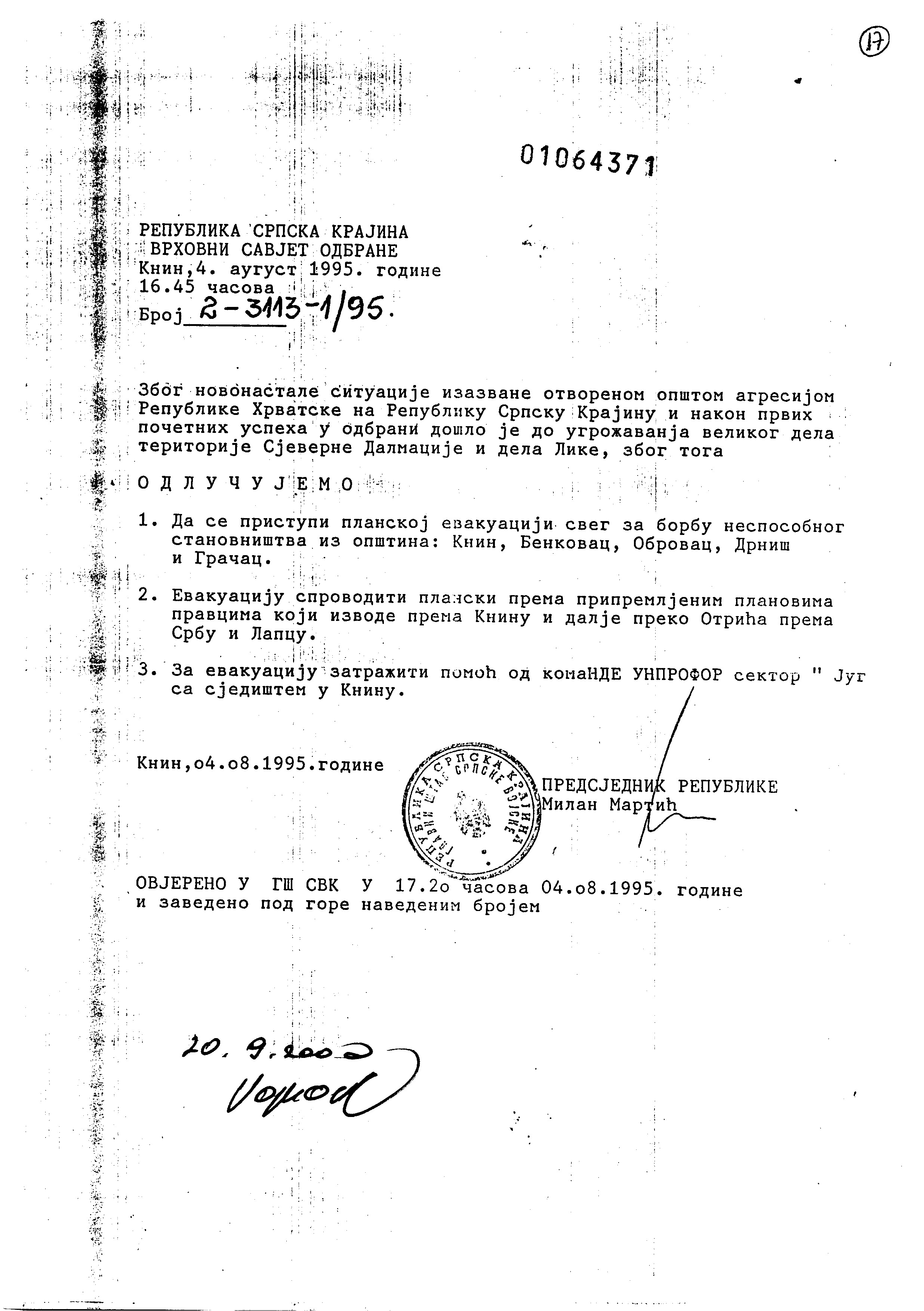
크라이나 국방위원회가 작성하고 밀란 마르티치가 서명한 1995년 8월 4일 세르비아 크라이나 영토 내 모든 세르브인의 대피 명령

재통합을 위한 양 측이 Z-4 계획을 거부한 후 1995년 크로아티아군이 5월 플래시 작전으로 서슬라보니아 전역을 점령한 데 이어 8월에는 폭풍 작전을 통해 세르비아 크라이나 공화국 거의 대부분의 영토를 점령했다. 밀란 마르티치 대통령 주재로 크라이나 세르브인 최고국방위원회가 열려 상황을 논의했다. 16시 45분에 "크닌, 벤코바츠, 오브로바츠, 드르니시, 그라차크 지방 자치 단체에서 군 복무에 부적합한 사람을 대피시키기 시작"하기로 결정내렸다. 세르비아 크라이나 공화국이 해체되었고 세르브인 인구 대부분인 15만명에서 20만명이 탈출했다. 크라이나 공화국 영토 내에는 5천~6천명만 남았으며 대부분 노인이다. 크로아티아 역사학자인 이보 골드슈타인은 "세르브인이 피난간 이유는 복잡하다. 일부는 세르비아군이 강요해서 떠나야 했고, 다른 사람은 크로아티아군이나 예전에 쫓아내고 약탈했던 예전 크로아트인 이웃이 돌아와 자신을 복수할까봐 두려워했다."고 말했다. 난민 대부분은 오늘날의 세르비아, 보스니아, 동슬라보니아로 떠났다. 떠나기를 거부한 사람 중 일부는 크로아티아군이나 경찰에게 살해되거나 고문당해 추방되었다.

## 멸망 이후

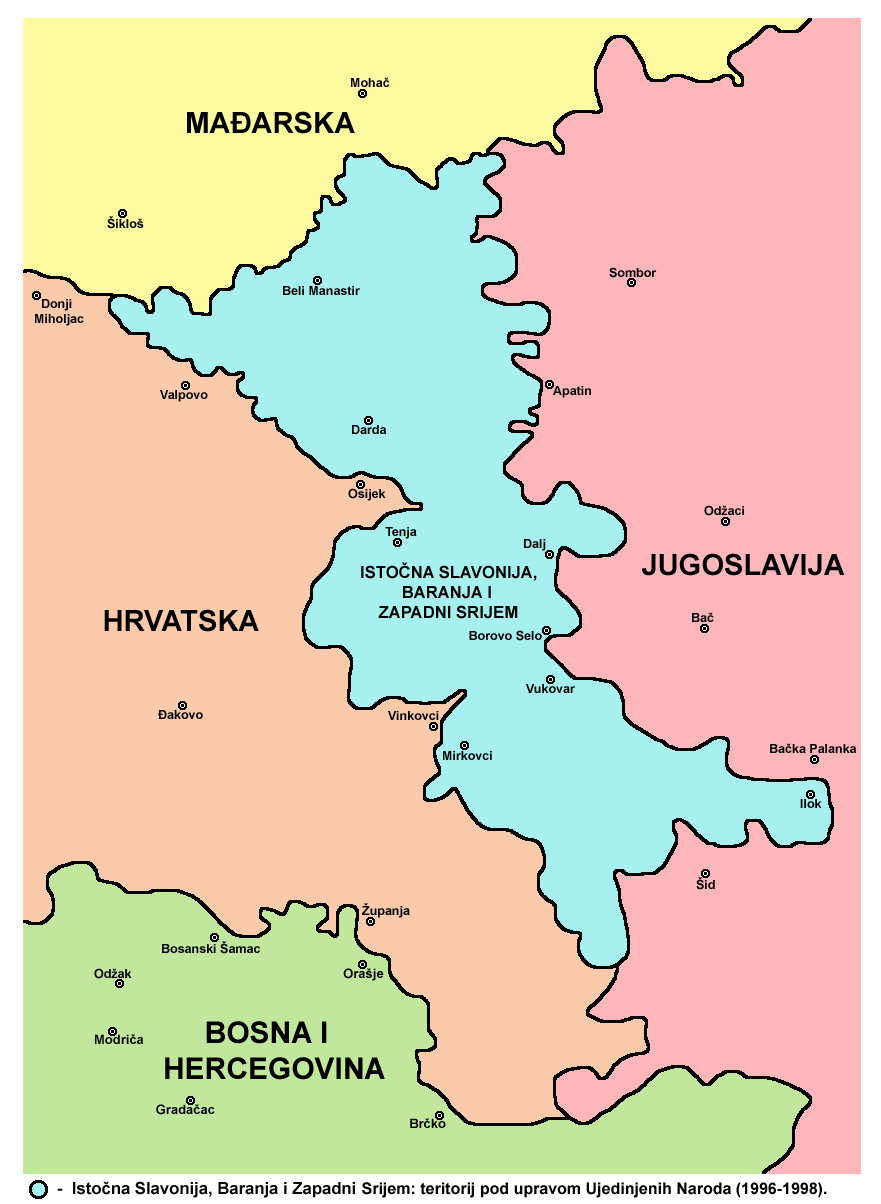
크로아티아 동부의 잔존 세르비아 크라이나 공화국 영토

크로아티아 동부 다뉴브강 연안 지역에 있는 구 세르비아 크라이나 공화국 영토, 즉 동슬라보니아 바라냐 서시르미아 세르브인 자치주 지역은 그대로 세르브계가 점령하고 있었다.
1995년 구 세르비아 크라이나 공화국 관료였던 밀란 밀라노비치가 세르비아 측 대표로 에르두트 협정에 서명했다. 크로아티아 정부도 서명하고 유엔이 후원을 받은 이 협정에선 1996년 1월 15일부터 유엔 동슬라보니아 바라냐 서시르미움 과도행정기구(UNTAES)가 남은 동슬라보니아 지역 영토를 유엔 감독 하에 크로아티아로 평화적 재통합을 감독하는 과도기를 설정했다. 1998년 UNTAES 임무가 완료되고 남은 영토는 크로아티아로 공식적으로 반환되었다. 에르두트 협정에 따라 1997년에는 이 지역에 공동체 합동위원회가 설립되었다.
평화적 재통합 이후에도 다뉴브강 사이에 있는 2개의 크로아티아 섬인 샤렌그라드섬과 부코바르섬은 세르비아군이 점령했다. 2004년 세르비아군이 이 섬에서 철수하고 세르비아 경찰이 대신 들어갔다. 크로아티아 측이 유고슬라비아 평화 회담 중재위원회를 적용해야 한다고 주장하면서 이 섬의 영유권 문제는 여전히 미해결 과제로 남아 있다.

## 공화국 정부

### 대통령
- 밀란 바비치 (1991년 12월 19일~1992년 2월 16일)
- 밀레 파스팔 (1992년 2월 16일~1992년 2월 26일, 권한대행)
- 고란 하지치 (1992년 2월 26일~1993년 12월 12일)
- 밀란 바비치 (1993년 12월 12일~1994년 1월 23일)
- 밀란 마르티치 (1994년 1월 23일~1995년 8월 7일)

### 총리
- 두샨 베슈티차 (1991년 12월 19일~1992년 2월 16일)
- 리스토 마트코비치 (1992년 2월 16일~1992년 2월 26일, 권한대행)
- 즈드라브코 제체비치 (1992년 2월 26일~1993년 4월 21일)
- 조르제 베고비치 (1993년 4월 21일~1994년 3월 27일)
- 보리슬라브 미켈리치 (1994년 3월 27일~1995년 7월 27일)
- 밀란 바비치 (1995년 7월 27일~1995년 8월 7일)

### 국회의장
- 라지코 레자이치

## 같이 보기
- 크로아티아 독립 전쟁
- 세르비아 크라이나군
- 스릅스카 공화국
- 세르브계 크로아티아인

## 참고 문헌
서적
- Baker, Catherine (2015). 《The Yugoslav Wars of the 1990s》. Macmillan International Higher Education. ISBN 9781137398994.
- Barić, Nikica (2005). 《Srpska pobuna u Hrvatskoj 1990-1995》 (크로아티아어). Zagreb: Golden marketing, Tehnička knjiga. ISBN 953-212-249-4.
- Dakić, M.; Macura, L.; Žutić, N. (1994). 《Српска Краjина: историjски темељи и настанак》. Knin: Iskra. ISBN 86-82393-01-8.
- Horvat, Rudolf (1906). 《Najnovije doba hrvatske povijesti》. Zagreb.
- Ilić, Jovan (1995). 《The Serbian question in the Balkans》. Faculty of Geography, University of Belgrade. ISBN 9788682657019.
- Krestić, V. (1996). 〈Republika Srpska Krajina〉. 《Državno i istorijsko pravo Hrvatske: koreni zla i sukoba sa Srbima》. Topusko: SKD Sava Mrkalj. 95–102쪽.
- Novaković, Kosta (2009). 《Српска Краjина: (успони, падови уздизања)》. Knin: SKD Zora. ISBN 978-86-83809-54-7.
- Pavkovic, Aleksandar (2000). 《The Fragmentation of Yugoslavia: Nationalism and War in the Balkans》. Springer. ISBN 978-0-230-28584-2.
- Radan, Peter; Pavkovic, Aleksandar (2013). 《The Ashgate Research Companion to Secession》. Ashgate Publishing, Ltd. ISBN 978-1-4094-7652-8.
- Rašković, Jovo (1998). 《Srpska Krajina, avgust 1995, izgon : žrtve agresije Hrvatske vojske na Republiku Srpsku Krajinu (Oluja) Sjeverna Dalmacija, Lika, Banija, i Kordun》 [Serb Krajina, August 1995, exodus : victims of Croat aggression to the Republic of Serb Krajina (Operation "Storm"), North Dalmatia, Lika, Banija and Kordun]. Svetigora. ISBN 978-86-7092-003-3.
- Sekulić, Milisav (2000). 《Knin je pao u Beogradu》. Nidda Verlag.
- Štrbac, Savo (2015). 《Gone with the Storm: A Chronicle of Ethnic Cleansing of Serbs from Croatia》. Knin, Banja Luka, Beograd: Grafid, DIC Veritas. ISBN 9789995589806.

저널 논문
- Pavlaković, V. (2013). “Symbols and the culture of memory in Republika Srpska Krajina”. 《Nationalities Papers》 41 (6): 893–909. doi:10.1080/00905992.2012.743511. S2CID 153965465.
- Kolstø, P.; Paukovic, D. (2014). “The Short and Brutish Life of Republika Srpska Krajina: Failure of a De Facto State”. 《Ethnopolitics》 13 (4): 309–327. doi:10.1080/17449057.2013.864805. S2CID 144097806.
- Vego, Marko (October 1993). “The Army of Serbian Krajina”. 《Jane's Intelligence Review》 5 (10): 493–.
- Cigar, N. (1993). “The Serbo‐Croatian war, 1991: Political and military dimensions”. 《The Journal of Strategic Studies》 16 (3): 297–338. doi:10.1080/01402399308437521.
- Grandits, H.; Leutloff, C. (2003). “Discourses, Actors, Violence: The Organisation of War-escalation in the Krajina region of Croatia 1990—91”. 《Potentials of Disorder: Explaining Conflict and Stability in the Caucasus and in the Former Yugoslavia》: 23–45.
- Doder, D. (1993). “Yugoslavia: new war, old hatreds”. 《Foreign Policy》 91 (91): 3–23. doi:10.2307/1149057. JSTOR 1149057.
- Ashbrook, J.; Bakich, S. D. (2010). “Storming to Partition: Croatia, the United States, and Krajina in the Yugoslav War”. 《Small Wars & Insurgencies》 21 (4): 537–560. doi:10.1080/09592318.2010.518852. S2CID 143824950.

문서
- Jarčević, S., 편집. (2005). 《Republika Srpska Krajina: državna dokumenta》. Agencija "Miroslav"; Kosmos.
- “Final Report of the United Nations Commission of Experts, 28 December 1994: The military structure, strategy and tactics of the warring factions”. UN. 2012년 7월 28일에 원본 문서에서 보존된 문서.

기타 자료
- "Operation Storm – Attack on the Krajina", Jane's Intelligence Review, 1 November 1995
- (세르비아어) Дакић М. Крајина кроз вијекове: из историjе политичких, националних и људских права српског народа у Хрватскоj. — Београд, 2002.
- (세르비아어) Радуловиħ С. Судбина Краjине. — Београд: Дан Граф, 1996. — 189 с.
- (세르비아어) Радослав И. Чубрило, Биљана Р. Ивковић, Душан Ђаковић, Јован Адамовић, Милан Ђ. Родић и др. Српска Крајина. — Београд: Матић, 2011. — 742 с.
- (세르비아어) Република Српска Краjина: десет година послиjе / [уредник Вељко Ђурић Мишина]. — Београд: Добра Вольа, 2005. — 342 с. — ISBN 86-83905-04-7
- (세르비아어) Република Српска Краjина: десет година послиjе. Књ. 2 / [уредник Вељко Ђурић Мишина]. — Београд: Добра Вольа, 2005. — 250 с. — ISBN 86-83905-05-5
- (세르비아어) Штрбац, Саво Рат и ријеч. — Бања Лука: Графид, 2011. — 190 с. — ISBN 9789993853749